# Diplosara lignivora
Diplosara lignivora är en fjärilsart som beskrevs av Butler 1879. Diplosara lignivora ingår i släktet Diplosara och familjen fransmalar. Inga underarter finns listade i Catalogue of Life.